# カラクサシュンギク

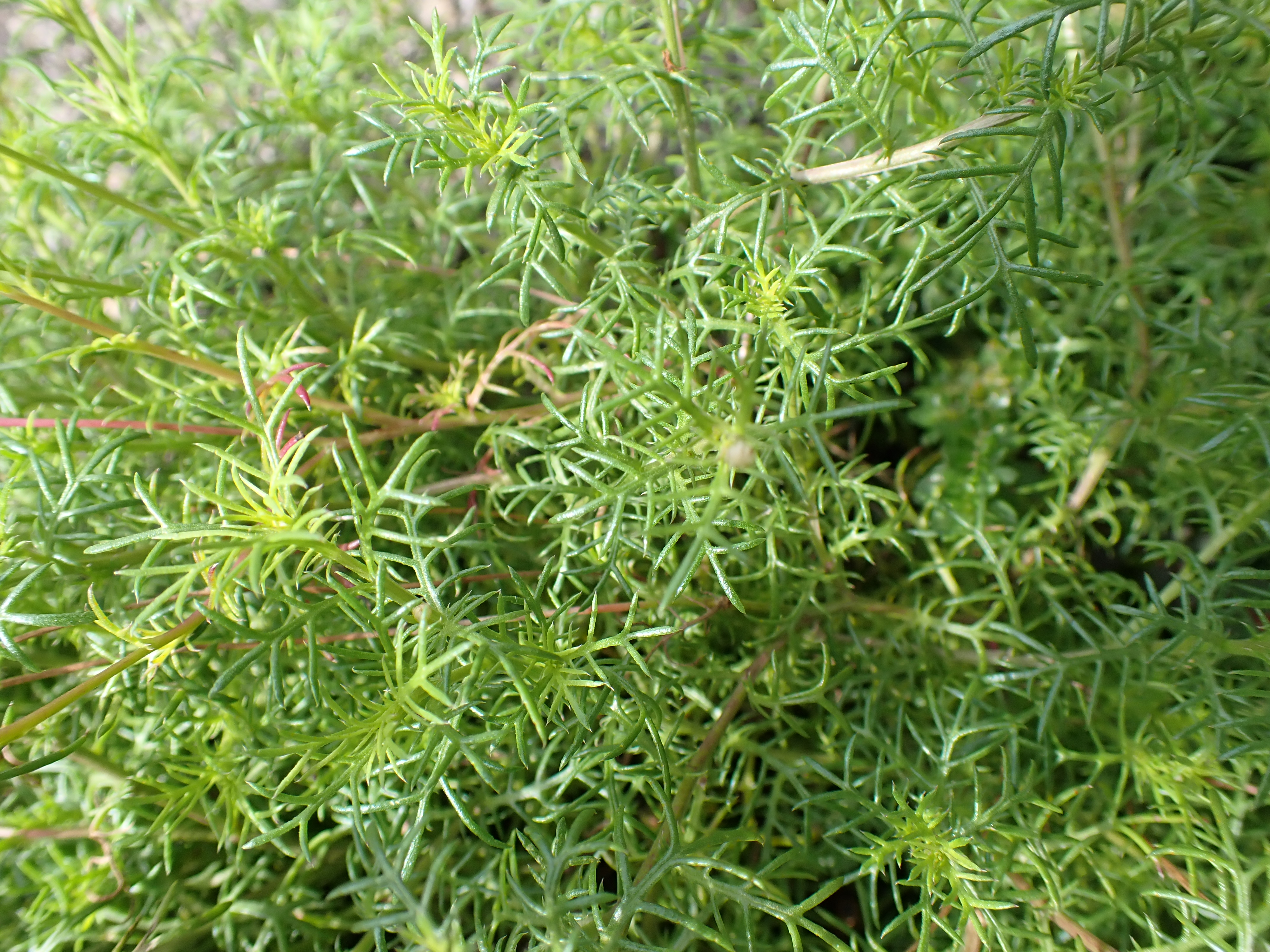
羽状裂葉（2025年2月 沖縄県石垣市）

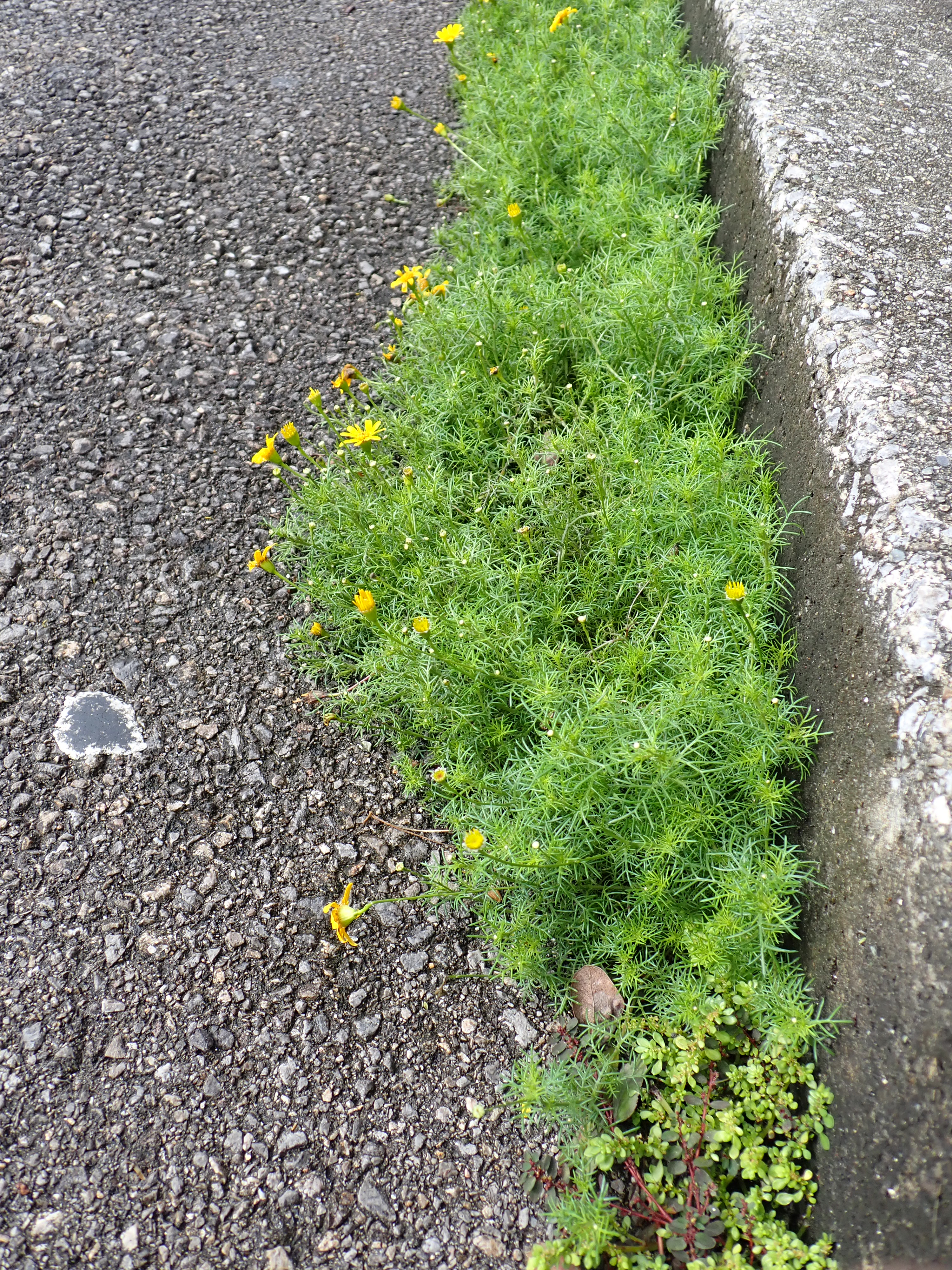
路端のカラクサシュンギク（2025年2月 沖縄県石垣市）

カラクサシュンギク（唐草春菊、別名　ダールベルクデイジー、学名：Thymophylla tenuiloba）はキク科カラクサシュンギク属の一年草。帰化植物。

## 特徴
草全体にマリーゴールドに似たにおいがある。高さ10–30 cm。葉は糸状に細く羽状裂し、表面に黄色い油腺が散在する。花は黄色で径1–2 cmほどの頭状花、花期は春～秋。果実は薄茶色の冠毛を有する。

## 分布と生育環境
北米南部～メキシコ原産で、本州以南各地へ帰化。住宅街の道端や敷石の間、河川敷、海岸砂地などへ逸出野生化。

## 利用
庭、花壇で植栽される。こぼれ種で増える。高温乾燥に強く開花期も長い花で、水はけが良ければよく育つが、過湿に弱いため風通しの良い場所で管理するとよい。